# Cornelis Zillesen
Cornelis Zillesen (Den Haag, gedoopt 26 december 1735 - Rotterdam, 25 maart 1828) was een Nederlands belastingambtenaar, schrijver, landmeter en uitvinder, die heeft geschreven over staatshuishoudkunde, overheidsfinanciën, waterstaat, en vaderlandse geschiedenis.

## Levensloop
Zilessen werd in 1735 geboren als zoon van Adam Zillesen en Maria Ernen of Ernst. Hij vestigde zich rond 1760 in Schoonhoven, waar hij belastinggaarder was, belast met de inning van accijnzen, imposten en pachten. Na 1780 vervulde hij deze functie nog enige jaren in Schiedam. In die tijd maakte hij naam als schrijver met een serie van zes boeken over de opkomst, het verval en herstel der Republiek der Zeven Verenigde Nederlanden, uitgegeven van 1781 tot 1783.

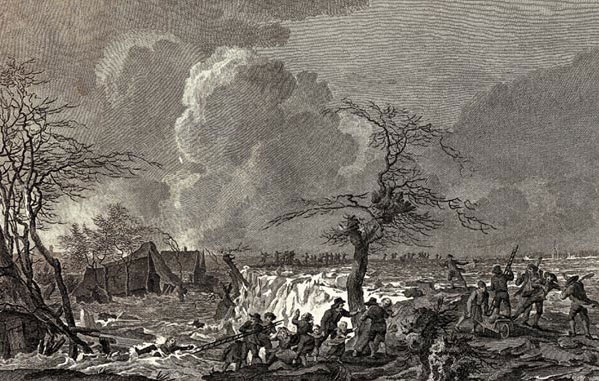
Prent van de dijkdoorbraak van de Waal bij Doornik, ter hoogte van Nijmegen, uit de door Zillesen geschreven Beschrijving van de watersnood van 't jaar 1799, Amsterdam, 1800

In Schiedam werd hij een van de aanvoerders van de patriotten. Na een machtswisseling werd hij verbannen en zwierf hij zeven jaar door de Zuidelijke Nederlanden en Frankrijk. In die tijd schreef hij het traktaat De eer van het Patriottismus, der Zeven Vereenigde Gewesten verdeedigd onder het pseudoniem Philaletus Batavus.
Na de Bataafse Omwenteling vestigde Zillesen zich in Utrecht als landmeter, waarbij hij tevens secretaris werd van de zogenaamde 'hoofdclub der Patriotten in Nederland'. In die tijd ontwikkelde hij waterbouwkundige apparaten, zoals een waterpassing voor geheel Nederland, een plan tot het droogmalen van veenplassen en een plan voor een watermolen met twee staande schepraderen. Een voorstel tot ontwikkeling van een soort watermolen, aangeduid als "Ontwerp van eene twee hoog opmaling van het Water" werd besproken op 22 augustus 1797 in de Nationale vergadering van de Bataafse Republiek (het toenmalig parlement). Zijn ontwerp voor de schepradmolen werd echter door een commissie van deskundigen (Brunings, Blanken en Goudriaan) vernietigend beoordeeld: “onkunde in de theorie, onbedrevenheid in den calcul, en een totaal gemis der noodige kennis van de constructie der gewone molens”.
Ondanks dit vernietigende oordeel was er voor ander werk veel respect. Hij heeft veel aandacht besteed aan het probleem van overstromingen door ijsdammen. In 1821 stelde hij voor om via afstroomopeningen te zorgen dat de waterstanden in rivieren niet boven een bepaald noodpeil uitkwamen, zodat er geen (ongecontroleerde) overstromingen plaats vonden. Dit idee van noodpeilen werd ondersteund door Jan Blanken, die deze peilen als basis voor het waarnemen van rivierwaterstanden en dijkhoogten wilde gebruiken. Adriaan Goudriaan vond echter dat dergelijke metingen ten opzichte van een landelijk referentiepeil uitgevoerd moesten worden, waarvoor hij het Amsterdams Peil voorstelde. Deze onenigheid was een van de redenen voor het conflict tussen Blanken en Goudriaan.
Tevens ontwierp Zillesen een belastingplan voor het op orde krijgen van de financiën van de Bataafse Republiek. In 1800 vestigde hij zich in Rotterdam, waar hij bleef wonen en werken. In de eerste decennia van de negentiende eeuw publiceerde hij plannen op het gebied van waterstaat, overheidsfinanciën en staatshuishoudkunde.
Zijn wetenschappelijke arbeid werd door vakgenoten gewaardeerd. Zo werd hij onder meer in 1771 door de Hollandsche Maatschappij der Weetenschappen in Haarlem onderscheiden met een gouden medaille voor beantwoording van de (prijs)vraag betreffende de natuurlijke gesteldheid van de Nederlandse rivieren. Naast de medaille werd een ereprijs toegewezen van 100 gouden dukaten. In 1783 werd hij benoemd tot lid van deze Hollandsche maatschappij der wetenschappen en in 1823 tot lid van het Bataafsch genootschap der proefondervindelijke wijsbegeerte in Rotterdam.
Zillesen trouwde in 1760 in Rhenen met Lidia Maria Cornelia Boon. Hij overleed in maart 1828 in zijn woonplaats Rotterdam. Volgens de vermelding in zijn overlijdensakte was hij toen 92 jaar en 3 maanden oud.

## Publicaties (selectie)

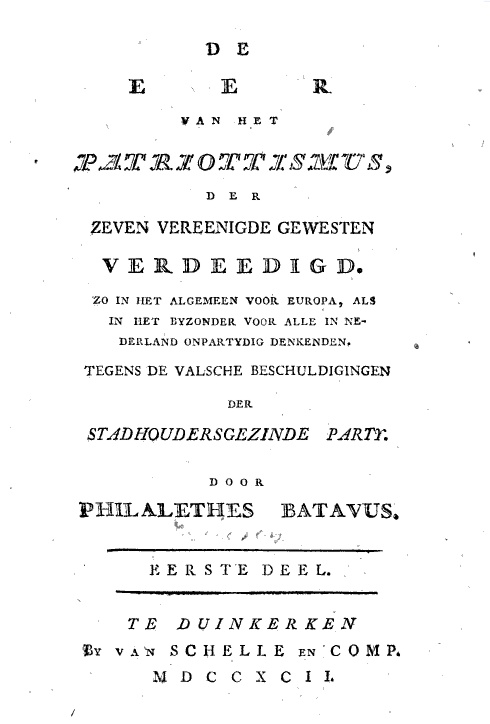
Boekinleg van De eer van het Patriottismus, 1792.

- 1774. Project tot voorkoominge van Ys-dammen in de rivieren van ons vaderland, Verhandelingen uitgegeeven door de Hollandsche Maatschappye der weetenschappen te Haarlem, dl. 15, uitg. J. Bosch, Haarlem, door Jan van der Geer en Cornelis Zillesen, schepen en boekhouder der gemeene lands middelen in Schoonhoven
- 1781-84. Onderzoek der oorzaaken van de opkomst, het verval en herstel, der voornaamste oude en hedendaagsche volken. 6 delen. Utrecht : Brink Jansz, Godart van den Utrecht.
- 1790. Welke zijn de beste middelen, om de overstroomingen der rivieren te bepaalen, in haare gevolgen minder verderfelijk, en in sommige opzichten voor die Landen voordeelig te maken?, Verhandelingen van het Bataafsch Genootschap, blz 107-154, negende deel (gouden medaille 1786, figuren zijn niet gescand)
- 1792. De eer van het Patriottismus, der Zeven Vereenigde Gewesten verdeedigd, 2 delen, uitg. Van Schelle en comp. Duinkerken.[11]
- 1796. Wijsgeerig onderzoek, wegens Neerlands opkomst, bloei, en welvaard ; het daarop gevolgd verval, en wat de nog overgeblevene middelen van herstel zijn, zo in staatsbestuur, financie, landbouw, koophandel, zeevaart, fabrieken en industrie. Amsterdam : Allart.
- 1798. De eer van het patriottismus [...] verdeedigd [...]. Tegens de valsche beschuldigingen der stadhoudersgezinde party. 2 delen, Den Haag: Van Schelle en comp. (tweede druk van het in 1792 in Duinkerken uitgegeven werk)
- 1798-1802. Geschiedenis der Vereenigde Nederlanden, nevens de voornaamste gebeurtenissen in Europa : (zedert den jaare 1793 tot heden voorgevallen). 6 delen. In den Haage : bij J.C. Leeuwestijn
- 1800. Wiskunstig Onderzoek. In hoe verre de belastingen op de Landeryen en Huizen, door de Eigenaars van dezelve alléén voorgeschoten, en door de Huurder, en vervolgens door de Kopers der Producten terug gegeven worden, zonder benadeling van de waarde der vaste bezittingen; en weder omgekeerd in welke gevallen dezelfde belastingen komen ten laste der Eigenaars, tot vermindering van de waarde hunner Bezittingen, uitg. J.C. Leeuwesteyn, Den Haag
- 1814. Wiskunstig berekend plan, hoedanig 's lands oude obligatien, met meer dan eene dubbelde prijswaarde, door eenige toelage van geld, te verwisselen zouden zijn, voor nieuwe obligatien van 4 pct. interest : tot groot voordeel der finantie en verkrijging van het genoegzaam geld voor 's lands kas. Leyden : L. Herdingh en zoon
- 1817. Wijsgeerige staatshuishoudkunde, bijzonder voor het thans vergroot Koningrijk der Nederlanden, hoe deszelfs lage landen, aan de rivieren liggende, door de slib der rivieren verhoogd en bemest, alle overstroomingen voorgekomen, en de verdere bijzondere vakken der werkzaamheden des volks bevorderd zouden kunnen worden. Rotterdam : Hendriksen.
- 1820. Wis- en natuurkundig Onderzoek van de oorzaken, dier menigvuldige, allerschadelijkste Rivier-overstromingen, welke sedert het jaar 1784, door ijsverstoppingen zijn voorgevallen, en van de mogelijke, daar tegen te gebruiken hulpmiddelen : voorts ook van de oorzaken der, tot groot nadeel van den landbouw, bezwaarde water-ontlastingen, in vele lage landen van het noordelijk gedeelte des Rijks, en van de wijze, hoe zulks te herstellen zoude wezen. Rotterdam : J. Hendriksen
- 1821. Plan, hoe alle rivieroverstroomingen, bij open water of ijsverstopping, door de rivier, bij aftapping van onderen, op een bepaald noodpeil te houden, zouden kunnen worden voorgekomen, zonder krachtdadige afleidingen noodig te hebben, die de oorzaken der overstroomingen slechts zouden vermeerderen, en hoe verder vele gebreken in 's lands waterstaat te herstellen zouden zijn. Rotterdam : J. Hendriksen

## Over het werk van Zillesen
Over de publicaties van Zillesen is in zijn eigen tijd al veel geschreven. Een selectie::
- 1781. "Onderzoek der oorzaaken van de opkomst, het verval en herstel der voornaamste oude en hedendaagsche Volken. Door C. Zillesen. I. Deel. Te Utrecht, by G.v.d. Brink, Jansz. 1781. Behalven het Voorwerk 283 bladz. In gr. octavo." In: Vaderlandsche letteroefeningen. Jaargang 1781.[13]
- 1786. "Aanmerkingen op het Leydsche Ontwerp der Gewapende Corpsen in Holland, door corn. Zillesen, Lid van de Hollandsche Maatschappy der Wetenschappen te Haarlem. Te Haarlem, by C. van der Aa, 1786. In gr. 8vo. 59 bladz.De Eer en het Recht van Hollands Inwooners verdeedigd tegen de Aanmerkingen van den Heer c. zillesen, op het Ontwerp der Gewapende Corpsen in Hollandt, om de Republiek van binnen gelukkig en van buiten geducht te maaken, door demofilus, Schryver van het Zakboekje van Neêrlands Folk. Te Dordrecht, by H. de Haas, 1786. In gr. 8vo. 28 bladz." In: Vaderlandsche letteroefeningen. Jaargang 1786[14]
- 1789. "Finantieel Betoog, om in de tegenwoordige omstandigheden, zonder buitengewoone Geldheffing, het noodige Geld voor de Bataafsche Republiek te vinden. Door C. Zillesen. Te Utrecht, by G.T. van Paddenburg en Zoon, 1798. In gr. 8vo. 38 bl.’ In: Vaderlandsche letteroefeningen. Jaargang 1798"[15]

## Vernoeming
In het Amsterdamse stadsdeel Zeeburg is in de 21e eeuw een straat naar hem vernoemd: de Cornelis Zillesenlaan.